# Île Kiket
L'île Kiket est une île de l'État de Washington dans le Comté de Skagit, aux États-Unis.

## Description
Située à quelques kilomètres au nord-ouest de La Conner, elle s'étend sur environ 1,2 km de longueur pour une largeur d'à peu près 500 m et est relié à l'île Fidalgo par un tombolo. Elle est traversée par la Kiket island road. 
Elle appartient conjointement à la Commission des parcs et des loisirs de l'État de Washington et à la Communauté tribale indienne de Swinomish.

## Histoire
En 1969, il a été envisagé d'y construire une centrale nucléaire, projet abandonné en 1972 en raison de préoccupations environnementales.